# Mario Arce Solórzano
Mario Nicolás Arce Solórzano (Managua, 22 de octubre de 1953 - 15 de marzo de 2012) fue un bibliotecólogo e historiador nicaragüense.

## Biografía

### Educación
Entre 1970 y 1975 obtuvo el grado de bibliotecario técnico a través de diversos cursos. Para el año de 1979 se gradúa en la Universidad Centroamericana (UCA) de Managua, obteniendo el título de Licenciado en Humanidades con mención en Bibliotecología. En 1986 estudió un posgrado en Metodología de la Investigación y Taller Literario.

### Carrera profesional
Su primer empleo fue a los 16 años, como ayudante de bibliotecario en la Biblioteca Nacional Rubén Darío. De 1981 a 1982 fue profesor de tiempo completo en la Escuela de Bibliotecología de la UCA, donde impartió clases de Historia del Libro y las Bibliotecas y Clasificación y Catalogación Bibliográfica. En 1983 fue becario del Programa Latinoamericano de Bibliotecología en El Colegio de México. También fue presidente de la Asociación Nicaragüense de Bibliotecarios y Profesionistas Afines (ANIBAPA) y director y fundador del Primer Informativo Bibliotecológico Nicaragüense, titulado LUMINARES. Publica sus primeros escritos hemerográficos en los años 80 y en 2010 su última obra. Fue editor en el boletín e-correo biblioazul.

## Obra

### Obra académica
- Sistemas MAS de Signatura Librística: un breve manual auxiliar para el bibliotecario clasificador. 1986.
- Panorama Cronológico de la Historia de la Bibliotecología en Nicaragua: 1524-1990. 1991
- Nicaragua, un destino turístico : breve historia del turismo y ecoturismo nicaragüense, 1936-2003. 2004.
- Reseña histórica sobre la enseñanza de la bibliotecología en Nicaragua. 2004.
- La obra bibliotecologica del Lic. Walterio López Adaros: tres décadas de bibliotecología nicaraguense. 2007.
- Historia y Vivencias: El bibliobús "Bertolt Brecht", El taller de encuadernacion "Sofia Scholl". 2008.
- Memoria del Día del Bibliotecario en Nicaragua. 2010.
- Bibliotecología nicaragüense: actualidad y avance. 2010.

### Obra literaria
- El don arrebatado: poemas. 1982.
- Rafagas de amor, maíz y pinol. 1984.